# Dawn (ruimtesonde)

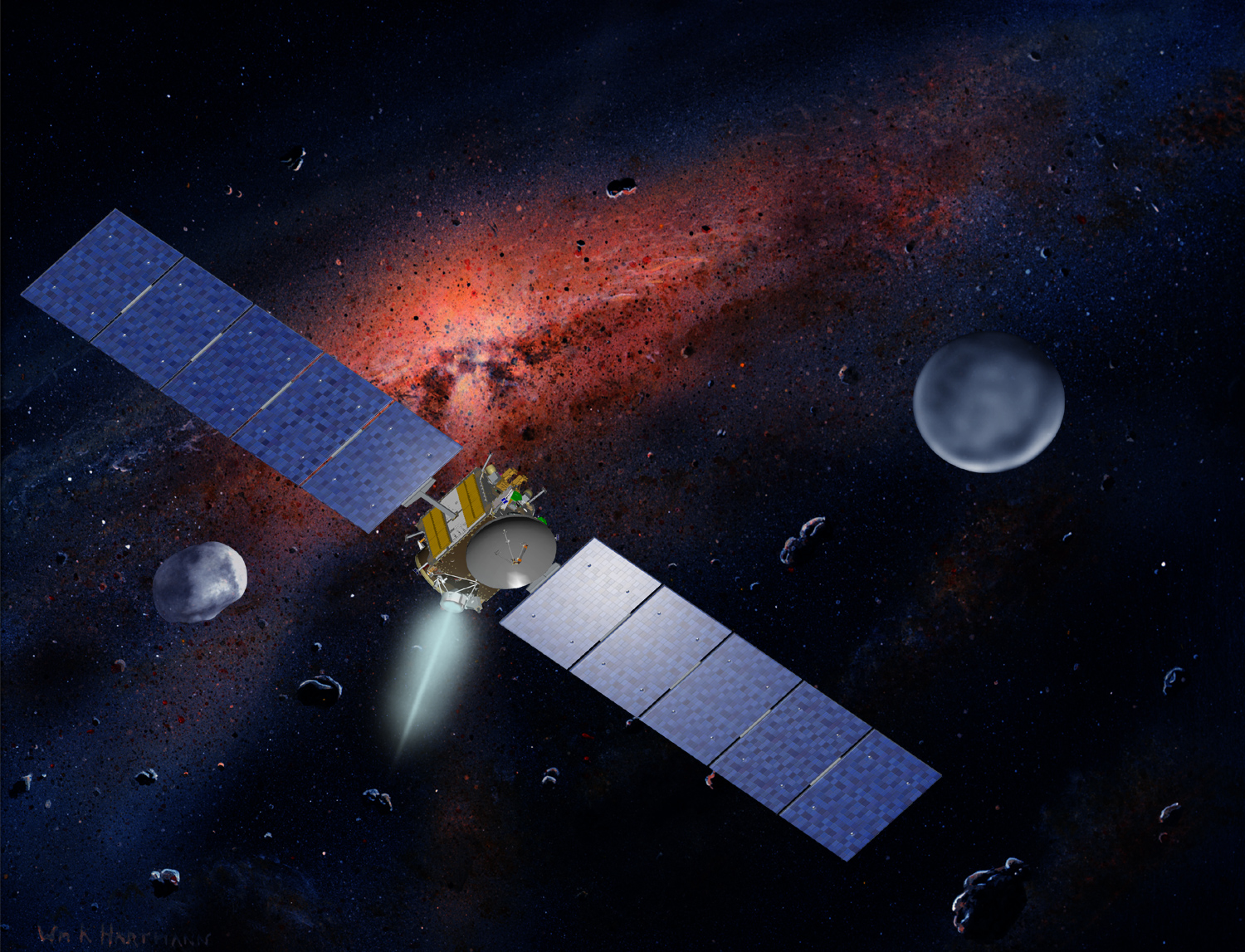
Computeranimatie van de Dawn in de ruimte

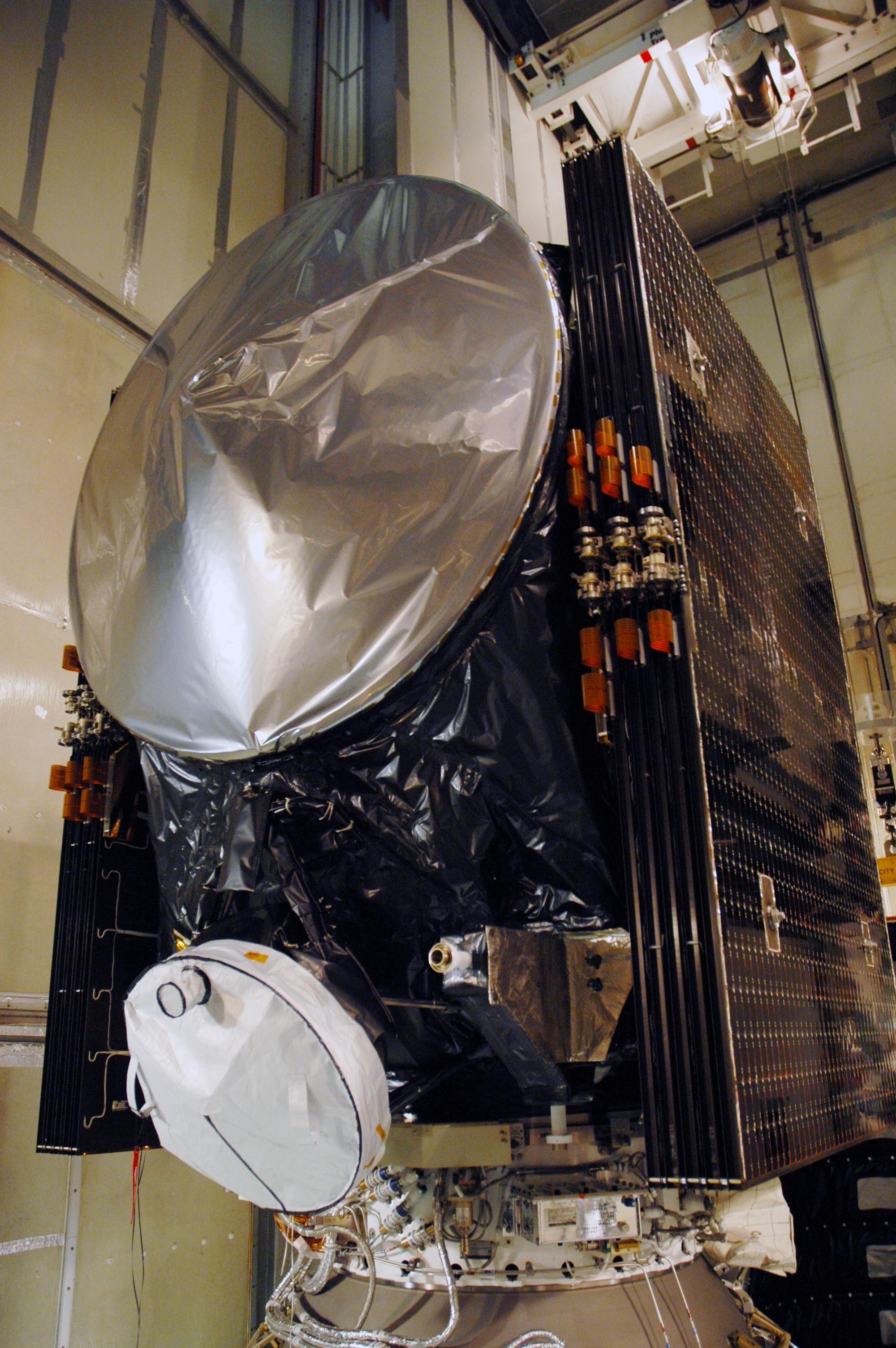
Dawn in de lanceerruimte op 1 juli 2007

Dawn was een ruimtesonde die op 27 september 2007 door NASA werd gelanceerd om twee grote planetoïden in de planetoïdengordel te onderzoeken; te weten de planetoïde Vesta en de dwergplaneet Ceres. In 2011 en 2012 werd Vesta bezocht. Op 6 maart 2015 werd Dawn ingevangen in het zwaartekrachtveld van Ceres, na in februari 2015 al diverse foto's van Ceres naar de aarde te hebben gestuurd. Op 1 juli werd duidelijk dat een plan om Dawn nog naar een derde planetoïde te sturen was afgewezen. Er was eerder verwarring over doordat NASA abusievelijk het verkeerde, reeds voorbereide persbericht had gepubliceerd. Op 1 november 2018 kwam de missie tot een eind nadat NASA twee dagen lang geen telemetrie meer had ontvangen. NASA gaat ervan uit dat de brandstof zoals verwacht opgeraakt is.
Dawn is het eerste ruimtevaartuig dat in een baan rond een hemellichaam heeft gevlogen, verkenningswerk heeft uitgevoerd, en vervolgens weer doorgevlogen is naar een ander hemellichaam. Bij alle voorgaande missies waarbij meerdere hemellichamen tegelijk werden bekeken, zoals het Voyagerprogramma, vloog de sonde in kwestie enkel langs de planeet en kon derhalve enkel vlug wat metingen doen.

## Lancering

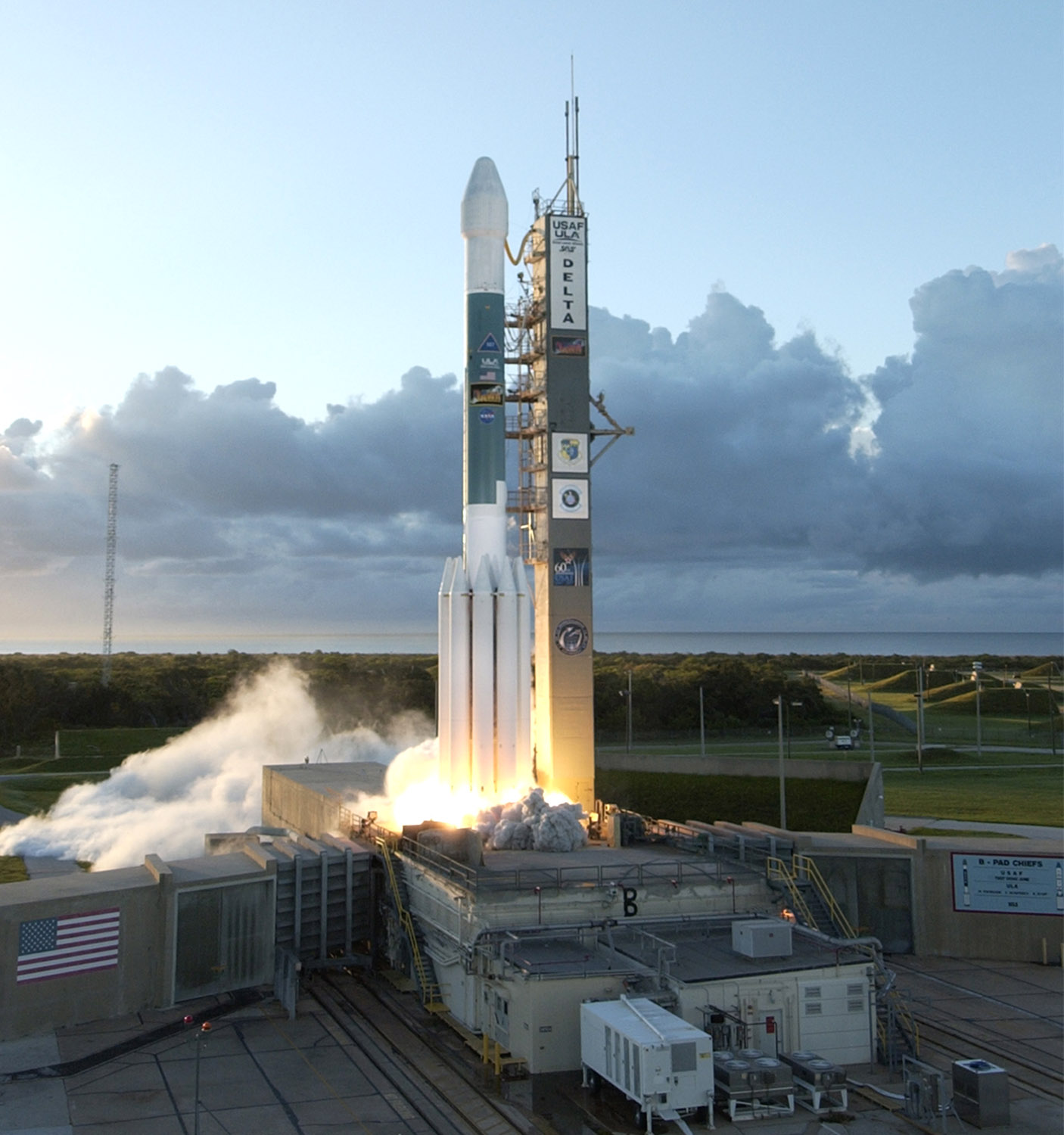
Een Delta II lanceert Dawn van CCAFS SLC-17B

Dawn zou gelanceerd worden van Lanceercomplex 17B van het Cape Canaveral Air Force Station, aan boord van een Delta 7925-H-raket Op 10 april 2007 arriveerde Dawn bij de Astrotech Space Operations-afdeling van SPACEHAB, Inc. in Titusville, Florida, waar voorbereidingen werden getroffen voor de lancering. De lancering zou plaatsvinden op 20 juni, maar dat werd door vertragingen uitgesteld naar 30 juni. Door een kapotte kraan op het lanceerplatform kon de zware raket niet op zijn plaats worden gehesen, en werd de lancering met nog eens een week uitgesteld tot 7 juli. Slecht weer vertraagde de lancering met nog eens een dag. Daarna moest de lancering worden uitgesteld naar 4 augustus vanwege de Phoenix-missie naar Mars.
De lancering van Dawn werd uiteindelijk uitgesteld naar 26 september 2007. Slecht weer en het bijtanken van de tweede draagraket stelden de lancering echter uit tot 27 september. Op die dag werd de Dawn eindelijk gelanceerd om 7:34.
De lanceerraket bracht Dawn tot een snelheid van 11,46 km/s ten opzichte van de aarde. Daarna nam de ionenmotor het over. In juni 2010 had deze ionenmotor de snelheid van de ruimtesonde met ruim 5,7 km/s verhoogd. Dat is de grootste snelheidsverandering die een raketvoortstuwingssysteem ooit in de ruimte heeft veroorzaakt. Daarmee is het oude record uit december 2001 van Deep Space 1 verbroken.

## Missie
Het doel van de missie is meer te ontdekken over het ontstaan van het zonnestelsel. Hiervoor willen onderzoekers twee protoplaneten in de planetoïdengordel onderzoeken. Ceres en Vesta hebben wellicht veel karakteristieken die onderzoekers meer inzicht kunnen geven over het vroegere zonnestelsel.
Ceres en Vesta zijn uitgekozen daar ze twee tegenstrijdige protoplaneten zijn. De ene is "nat" (met een oppervlak van ijs) en de andere "droog" (met een stenen oppervlak).

In september 2009 bijgestelde geplande route

Dawn is uitgerust met twee redundante camera’s, een visuele en infrarode spectrometer, en een gammastraling- en neutronspectrometer. Dawn zal hiermee foto’s maken van de twee planetoïden, en hun chemische samenstelling meten.
Dawn zal van de aarde naar zijn doelwitten reizen in een grote spiraal. De in 2009 bijgestelde geplande route is als volgt:
- 27 september 2007: lancering
- februari 2009: zwaartekrachtsslinger van Mars
- 14 juli 2011: aankomst bij Vesta[18] Vesta, gezien door Dawn
- augustus 2012: vertrek van Vesta
- maart 2015: aankomst bij Ceres

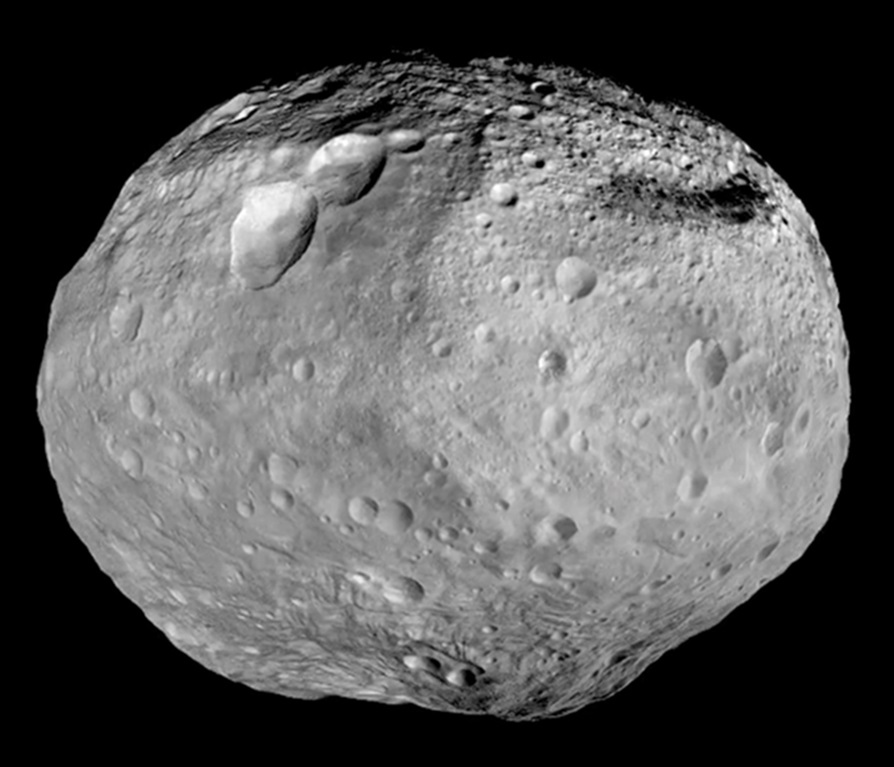
Vesta, gezien door Dawn

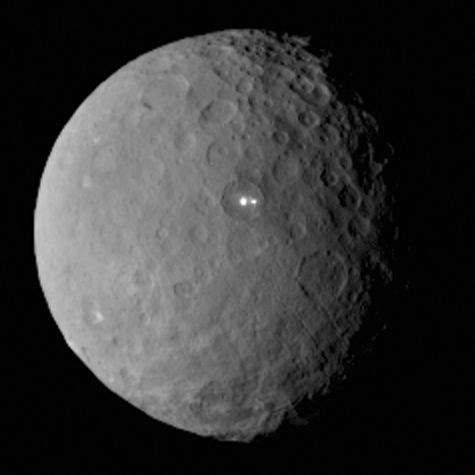
Afbeelding van Ceres door Dawn op 19 februari 2015

- 30 juni 2016: De missie werd door NASA weliswaar verlengd maar er wordt geen volgende planetoïde aangedaan. Dawn blijft in een baan om Ceres tot de brandstof op is. Ceres komt dichter bij de zon, en dat willen ze kunnen observeren. De missie zal in 2017 definitief eindigen.
- 19 oktober 2017: Er wordt beslist de missie een tweede maal te verlengen. De baan zal tot op 200 km van Ceres gebracht worden. De missie werd beëindigd op 31 oktober 2018 toen de brandstof op was en contact met Dawn verloren ging. Het voertuig blijft in een omloopbaan rond Ceres.

## Resultaten
Dawn heeft met de spectrometer voor zichtbaar en infrarood licht (VIR) aanwijzingen gevonden van organisch materiaal in en rond de krater Ernutet op het noordelijk halfrond. Organische moleculen zijn interessant voor wetenschappers omdat zij nodig, maar niet voldoende, zijn voor leven. Zo komt Ceres op de lijst van lichamen in het zonnestelsel waar organisch materiaal is gevonden. Organisch materiaal werd gevonden in bepaalde meteorieten en ook door middel van telescopen op planetoïden. Ceres vertoont veel overeenkomst met meteorieten die water en organisch materiaal bevatten, vooral met de meteorengroep gekend als koolstofhoudende chondrieten. De carbonaten en klei op Ceres wijzen op chemische activiteit in de aanwezigheid van water en warmte. Eerdere studies hadden reeds gehydrateerde mineralen, carbonaten, waterijs en ammoniakale klei aangetoond waar water is aan te pas gekomen. Zouten en natriumcarbonaat zoals gevonden in de heldere omgeving van de krater Occator worden er ook van verdacht aan het oppervlak gebracht te zijn door een vloeistof. Het VIR-instrument was in staat dit materiaal te ontdekken omdat het karakteristieke eigenschappen heeft in het nabije infrarood. De kleur neigt meer naar het rood in vergelijking met de rest van Ceres. Het organisch materiaal op Ceres wordt gevonden in een gebied van ongeveer 1000 vierkante kilometer, op de bodem van de krater Ernutet, op diens zuidelijke rand en even zuidwestelijk van de krater. Ten noordwesten van de krater is ook een goed afgelijnd gebied zichtbaar. Ook enkele kilometers ten westen en ten oosten van de krater zijn kleinere gebieden met organisch materiaal gevonden. Ten slotte is er nog een klein gebied gevonden op 400 km afstand in de krater Inamahari.

## Tweede verlenging van de missie
Met het oog op de verkregen resultaten heeft men beslist de missie een tweede maal te verlengen. Het hoofddoel van deze verlenging is het verzamelen van gegevens met de gamma- en neutronenspectrometer. Dit instrument meet het aantal en de energie van de gamma- en neutronenstralen. Hieruit leert men de samenstelling van het oppervlak van Ceres en de hoeveelheid ijs die er zich bevindt. Er worden ook beelden in zichtbaar licht gemaakt en ook met de infraroodspectrometer voor wat betreft de mineralogie. Tijdens de tweede verlenging gaat Ceres in april 2018 door het perihelium, het punt waar Ceres zich het dichtst bij de zon bevindt. Daardoor zal er meer waterdamp vrijkomen hetgeen leidt tot een tijdelijke atmosfeer die al door de ruimtetelescoop Herschel van de Europese Ruimtevaartorganisatie ESA werd ontdekt. Deze waterdamp zou ontstaan door inwerking van zonnedeeltjes op de dunne ijslaag van Ceres. In november 2018 maakte NASA bekend dat Dawn geen brandstof meer heeft en dat daarmee de missie ten einde is gekomen. Om bodemverontreiniging te voorkomen is er voor gekozen om Dawn niet op Ceres te laten neerstorten, maar in een baan rond Ceres te laten blijven.

## Team
Het team achter de missie van Dawn wordt geleid door UCLA-wetenschappers en Dawnonderzoeker Christopher T. Russell. Michael Mook is de manager van het programma. Armando Piloto is de projectmanager op Kennedy Space Center.